# Metanjac
Metanjac (cyr. Метањац) – wieś w Czarnogórze, w gminie Bijelo Polje. W 2011 roku liczyła 207 mieszkańców.